# Hambruna (crimen)

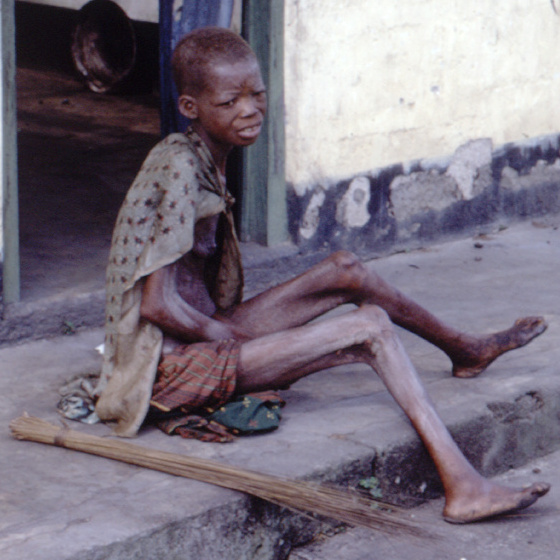
Mujer hambrienta durante el bloqueo de Biafra, hecho que contribuyó significativamente a la criminalización de la hambruna.

La hambruna puede considerarse un crimen de guerra, un crimen de lesa humanidad o un acto de genocidio según las circunstancias. La hambruna no siempre ha sido ilegal según el derecho internacional; un tribunal militar de los Estados Unidos dictaminó que la hambruna de civiles durante el sitio de Leningrado no era criminal, y la Convención de Ginebra de 1949, aunque imponía límites, «aceptó la legalidad da la hambruna como arma de guerra en principio». Históricamente, el desarrollo de leyes contra la hambruna se ha visto obstaculizado por las potencias occidentales que deseaban utilizar bloqueos contra sus enemigos; sin embargo, fue prohibido en 1977 por el Protocolo I y el Protocolo II de los Convenios de Ginebra y tipificado como delito por el Estatuto de Roma. Los procesamientos por hambruna han sido raros.

## Propósito y causas
Bridget Conley y Alex de Waal enumeran varias razones por las que un perpetrador podría optar por emplear la hambruna: «(i) exterminio o genocidio; (ii) control mediante el debilitamiento de una población; (iii) obtención de control territorial; (iv) expulsión de una población; (v) castigo; (vi) extracción o robo de materiales; (vii) explotación extrema; (viii) aprovisionamiento de guerra; y (ix) transformación social integral». No existen estudios sistemáticos sobre la perpetración de crímenes de hambruna.

## Víctimas

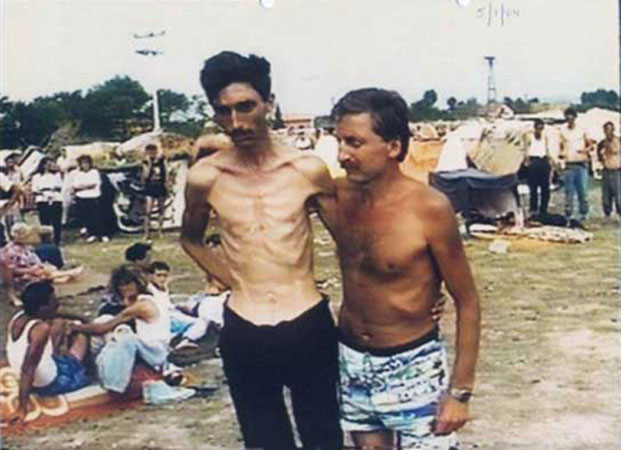
Hombre demacrado en el campo de Trnopolje, en Bosnia. En 1992, el Consejo de Seguridad de las Naciones Unidas condenó «la obstaculización deliberada de la entrega de alimentos y suministros médicos a la población civil de la República de Bosnia y Herzegovina» y pidió el procesamiento de los responsables.

Durante los episodios de hambruna, la mayoría de las muertes afectan a niños pequeños y ancianos, así como a madres embarazadas y lactantes. Los supervivientes pueden afrontar problemas de salud de por vida.

## Tratados y derecho consuetudinario
La hambruna se ha utilizado ampliamente como método de guerra a lo largo de la historia y hasta el siglo XXI. Durante la mayor parte de este tiempo, no se consideró un acto delictivo. Desde mediados del siglo XIX hasta la Primera Guerra Mundial, los intentos legales de limitar los bloqueos tuvieron gran éxito en prevenir la hambruna en las guerras europeas, pero no en los imperios coloniales. Los historiadores Nicholas Mulder y Boyd van Dijk sostienen que tomó mucho tiempo para que la hambruna fuera reconocida como criminal porque es importante como parte de las tácticas de bloqueo implementadas en la guerra, ampliamente utilizadas por las potencias occidentales como el Reino Unido y Francia, que desempeñaron un papel importante en el desarrollo del derecho internacional. La hambruna fue empleada por los aliados durante y después de la Primera Guerra Mundial, por todas las potencias durante la Segunda Guerra Mundial, y no fue prohibida por la Convención sobre Genocidio de 1948 ni por la Declaración Universal de los Derechos Humanos. Mientras que la Unión Soviética y Suiza intentaron limitar el uso del bloqueo en la Convención de Ginebra de 1949, el bloque de la OTAN diluyó estas disposiciones porque quería preservar el bloqueo como arma contra el comunismo. El borrador final «aceptó en principio la legalidad de la hambruna como arma de guerra».
El bloqueo de Biafra durante la guerra civil de Nigeria fue el ejemplo más conocido durante las siguientes décadas de hambruna empleada durante una guerra. El Comité Internacional de la Cruz Roja reconoció que el fracaso de su esfuerzo de ayuda se debía en parte a la ley de bloqueo respaldada por las potencias occidentales y aumentó sus esfuerzos para asegurar protecciones legales más sólidas para los civiles. Según el Protocolo II de 1977, «los bienes indispensables para la supervivencia de la población civil» están protegidos y se prohíben los ataques contra ellos.
El Estatuto de Roma de la Corte Penal Internacional incluye el hambre como crimen de guerra cuando se comete dentro de un conflicto armado internacional. En 2018, Suiza propuso ampliar esta disposición a los conflictos armados no internacionales (CANI). Esta propuesta fue aceptada por todos los estados partes del Estatuto de Roma y ratificada por once estados. Sin embargo, muchos expertos sostienen que el hambre en los CANI ya está tipificado como delito en el derecho consuetudinario internacional y que ya se han llevado a cabo procesamientos.
La hambruna también viola el derecho a la alimentación.
El jurista Tom Dannenbaum sostiene que la hambruna inducida por el bloqueo debería considerarse una forma de tortura y prohibirse sobre esta base.

## Jurisprudencia
A diferencia del asesinato directo, existe un cierto grado de distancia entre las acciones del perpetrador en un crimen de hambruna y el efecto resultante sobre las víctimas. Este aspecto hace que sea más difícil procesar. Históricamente, los procesamientos por inanición han sido raros.
Los jueces en el juicio del Alto Mando —un tribunal militar de los Estados Unidos convocado para juzgar los crímenes de guerra alemanes— dictaminaron que «cortar toda fuente de sustento desde el exterior se considera legítimo... Podríamos desear que la ley fuera diferente, pero debemos administrarla tal como lo encontramos». Incluso acciones como matar a civiles que huían de un asedio se consideraron legales durante el juicio. El bloqueo que provocó hambrunas (incluido el sitio de Leningrado, donde mató a cientos de miles de civiles soviéticos) fue efectivamente legalizado mediante sentencias indulgentes.
En mayo de 2024, el fiscal del Tribunal Penal Internacional, Karim Khan, solicitó una orden de arresto contra el primer ministro de Israel, Benjamin Netanyahu, y contra su ministro de Defensa, Yoav Galant, por una serie de crímenes de guerra entre los que citó «usar el hambre como arma de guerra, considerado un crimen de guerra según el artículo 8(2)(b)(xxv) del Estatuto de Roma».

## Lectura adicional
- Conley, Bridget; de Waal, Alex; Jordash, Wayne; Murdoch, Catriona (2022). Accountability for Mass Starvation: Testing the Limits of the Law (en inglés). Oxford University Press. ISBN 978-0-19-286473-4.
- Mulder, Nicholas; van Dijk, Boyd (2021). «Why Did Starvation Not Become the Paradigmatic War Crime in International Law?». Contingency in International Law: On the Possibility of Different Legal Histories (en inglés). Oxford University Press. p. 370. ISBN 9780192898036.

- Datos: Q123488411